# Устиново (Учалинський район)
Усти́ново (рос. Устиново, башк. Үстинәү) — присілок (колишнє селище) у складі Учалинського району Башкортостану, Росія. Входить до складу Ільчигуловської сільської ради.
До 10 вересня 2010 року називався присілок станції Устиново.
Населення — 26 осіб (2010; 30 в 2002).
Національний склад:
- росіяни — 67%
- башкири — 33%